# 잘츠부르크주

잘츠부르크 주의 위치

잘츠부르크주(독일어: Land Salzburg)는 오스트리아의 아홉 연방주 중의 하나이다. 독일과의 국경에 접해 있으며, 면적은 7,154km2, 인구는 약 520,000명이다.

주기
주 문장

## 행정 구역
잘츠부르크주는 1개 헌장 도시, 5개 군으로 구성되어 있다.

### 헌장 도시
- 잘츠부르크 (주도)

### 군
- 잘츠부르크움게붕군
- 장크트요한임퐁가우군
- 첼암제군
- 탐스베크군
- 할라인군